# Bolesławów (Silésie)
Pour les articles homonymes, voir Bolesławów.
 (janvier 2024).
Si vous disposez d'ouvrages ou d'articles de référence ou si vous connaissez des sites web de qualité traitant du thème abordé ici, merci de compléter l'article en donnant les références utiles à sa vérifiabilité et en les liant à la section « Notes et références ».
Bolesławów (prononciation : [bɔlɛˈswavuf]) est une localité polonaise de la gmina de Przyrów, située dans le powiat de Częstochowa en voïvodie de Silésie.